# スパーラト (水雷砲艦)

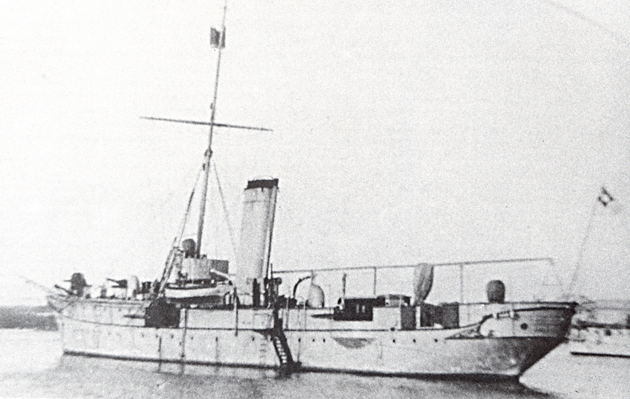
「スパーラト」

スパーラト (SMS Spalato)はオーストリア＝ハンガリー帝国海軍の艦艇。水雷砲艦。公式にはTorpedo Ship。
「ザーラ」と同型だが、機関出力は1370馬力で、速力は最大12.63ノット、平均12.34ノットであった。
Stabilimento Tecnico Triestinoで建造。1878年9月。1879年8月30日進水。1881年9月竣工。9月10日に公試が開始され、最大速力12.5ノットを記録している。その後前部の魚雷発射管の設置や機関の改修などが行われ、1883年11月23日に改めて公試が開始されたが、1885年10月24日に事故で右舷のエンジンを損傷した。1886年1月26日に最大速力12.63ノットを記録。
1897年8月1日に「スパーラト」はスクリューフリゲート「Radetzky」とともに砲術学校に配され、その役割用に12cm砲と15cm砲が搭載された。1898年1月14日からその役務を開始し、Vergarollaで係留された。1901年にはボイラーが取り替えられ、12月24日の公試で発揮した速力は11.13ノットであった。
状態の悪さから1914年3月14日に「Spalato」は退役した。第一次世界大戦では1915年5月24日から戦争終結までプーラとVerudaで局地防備部隊と共にあった。また、1915年に12cm砲4門と47㎜砲4門以外の砲は撤去された。
戦後は1920年にイタリアに引き渡され、解体された。